# Ted Allan
Ted Allan, nome artístico de Theos Alwyn Dunagan (Clifton, 8 de setembro de 1910 - Burbank, 20 de dezembro de 1993) foi um ator e fotógrafo norte-americano.
Conhecido como fotógrafo das estrelas, Allan construiu uma boa reputação na indústria do entretenimento, o que lhe valeu o apelido de "Rembrandt" nos estúdios da MGM, inspirando Frank Sinatra a apelidá-lo de "Farley Focus".

## Biografia
Theos Alwyn Dunagan nasceu em Clifton no estado de Arizona em 8 de setembro de 1910, mudou seu nome para Ted Allan durante sua breve carreira como ator. Ele participou de alguns filmes ao lado de Cecil B. DeMille na década de 1930, Allan foi incentivado pelo próprio cineastra a seguir carreira como fotógrafo.
Em 1933, montou o seu próprio estúdio de fotografia em Hollywood, trabalhando mais tarde para a MGM, CBS Radio e a rede de televisão ABC, além de participações em produções de cinema como os filmes, O Canhoneiro do Yang-Tsé e O Expresso de Von Ryan.
Ao longo dos anos, Ted Allan fotografou as mais importantes estrelas da chamada "era de ouro" de Hollywood, como Jean Harlow, Clark Gable, Carole Lombard, Carmen Miranda, James Stewart, Spencer Tracy, Shirley Temple, Helen Hayes, Ethel Barrymore, e os irmãos John, Ethel e Lionel Barrymore.
Com o fim de seu contrato com os estúdios Metro-Goldwyn-Mayer, Allan trabalhou para várias outras empresas, incluindo a 20th Century Fox, até que abriu seu próprio estúdio de filmagens, o Ted Allan Film Studio em 1952, no qual participou principalmente em documentários e filmes de baixo orçamento.
Teve seus trabalhos expostos no Museu de Arte Moderna de Los Angeles em 1987, na Galeria Nacional de Arte em Washington, além de exposições em Nova York, Londres e Veneza na Itália. Allan foi também fotografo oficial de Frank Sinatra por nove anos durante a década de 1960 e 1970, trabalhando com o cantor no rádio, cinema e em turnês mundiais.
Ted Allan foi casado por 64 anos com Jeanne Allan, morreu aos 83 anos em 20 de dezembro de 1993 no St. Joseph Medical Center em Burbank, Califórnia, tiveram uma filha chamada Holly Allan-Young.